# Pia Colombo
Pour les articles homonymes, voir Colombo (homonymie).
Pia Colombo est une chanteuse française, d'origine franco-italienne, née Éliane Marie Amélie Colombo le 16 juillet 1930 à Homblières, dans l'Aisne, morte le 16 avril 1986 à Créteil. Elle fut également comédienne de théâtre et a fait quelques apparitions au cinéma. C'est aussi une artiste engagée qui a clairement exprimé des idées politiques durant sa carrière sur les planches comme sur les scènes où elle s'est produite.

## Biographie

### Une enfance dans l'Aisne

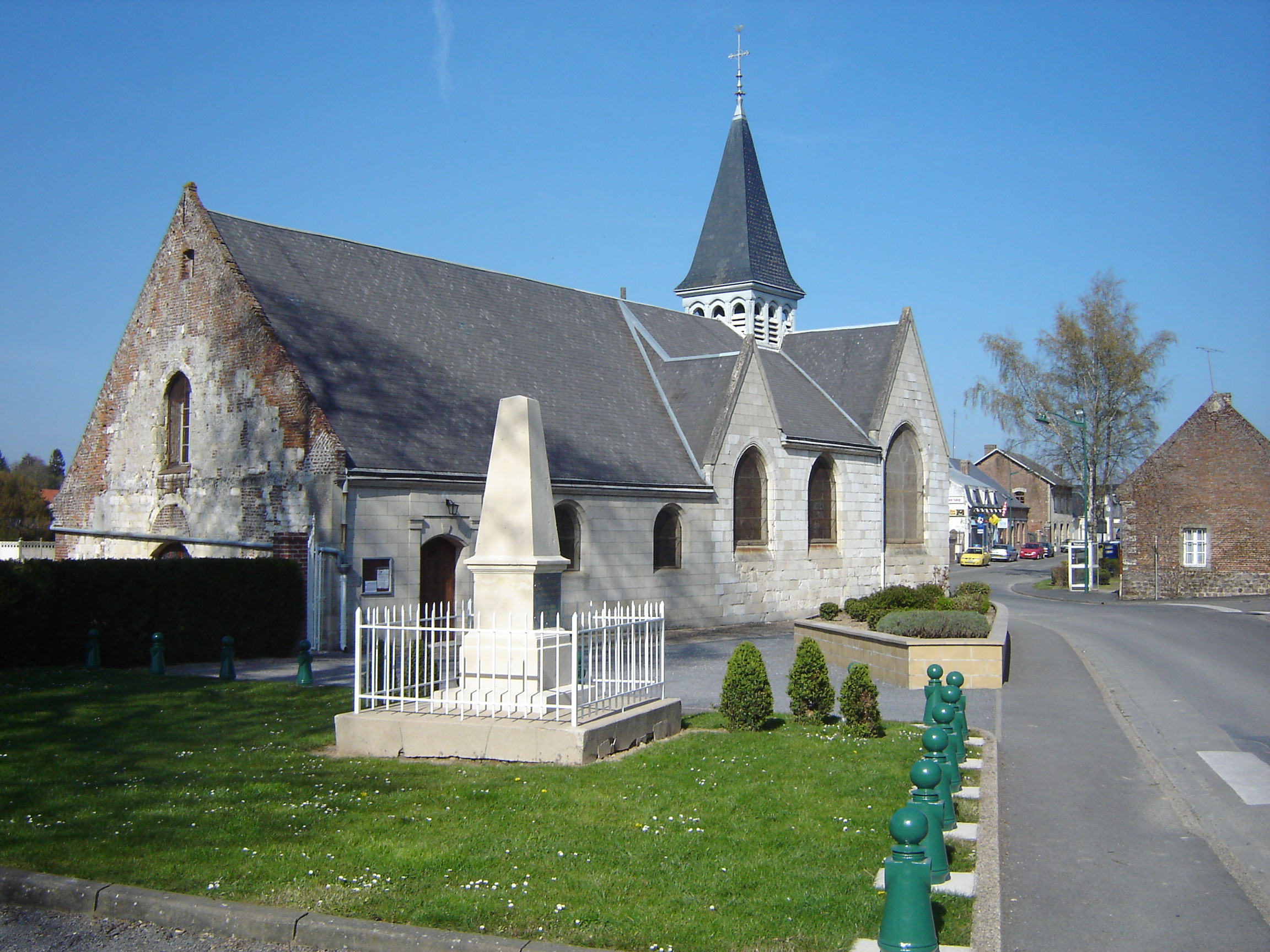
Vue du centre d'Homblières (02).

Éliane Marie Amélie Colombo naît le 16 juillet 1930 à Homblières (Aisne), près de Saint-Quentin, d'un père italien, chaudronnier milanais de son état, et d'une fille du Nord de la France épousée à Paris. Elle est laissée juste après sa naissance aux bons soins de sa grand-mère maternelle à Homblières. La petite Éliane part le matin avec son casse-croûte, elle grandit dans les champs. Sa grand-mère ne la revoit que le soir. Elle rentre à l'école, vers 5 ans comme cela se faisait couramment à cette époque à la campagne : c'est pour elle la fin de l'indépendance. Elle rend rapidement son tablier sans persévérer. On peut considérer que c'est un miracle si, plus tard, elle sait lire et écrire.
Cette enfance loin de ses parents explique sa relation avec cette grand-mère qui l'accompagnera très longtemps dans sa vie : elle a remplacé une mère qui n'était pas là et lui a donné l'affection dont elle avait besoin pour exister. Nul doute que ces premières années de vie lui ont définitivement forgé le caractère qui transparaîtra dans sa carrière. D'ailleurs, le journaliste Lucien Rioux écrira d'elle : « Il faut là du courage, mais de la part de Pia, cela n'étonne pas. Cette fille mince, nerveuse, à la fois agressive et tendre, a l'habitude des rétablissements. Elle a frôlé la gloire, connu des échecs; elle parle de sa chance. »
À douze ans, ses parents la reprennent en région parisienne et l'emmènent au Théâtre du Châtelet. « Là, c'est comme sur les images pieuses, le Saint-Esprit avec ses rayons dorés qui vous tombe sur la tête ». Éliane voit des « gens qui dansent sur le bout des pieds », et c'est la révélation : elle se dit : « Moi aussi ». Nous sommes alors en 1946, c'est le début de la vocation artistique de la future Pia Colombo.

### Du Châtelet au Cours Simon, Maurice Fanon

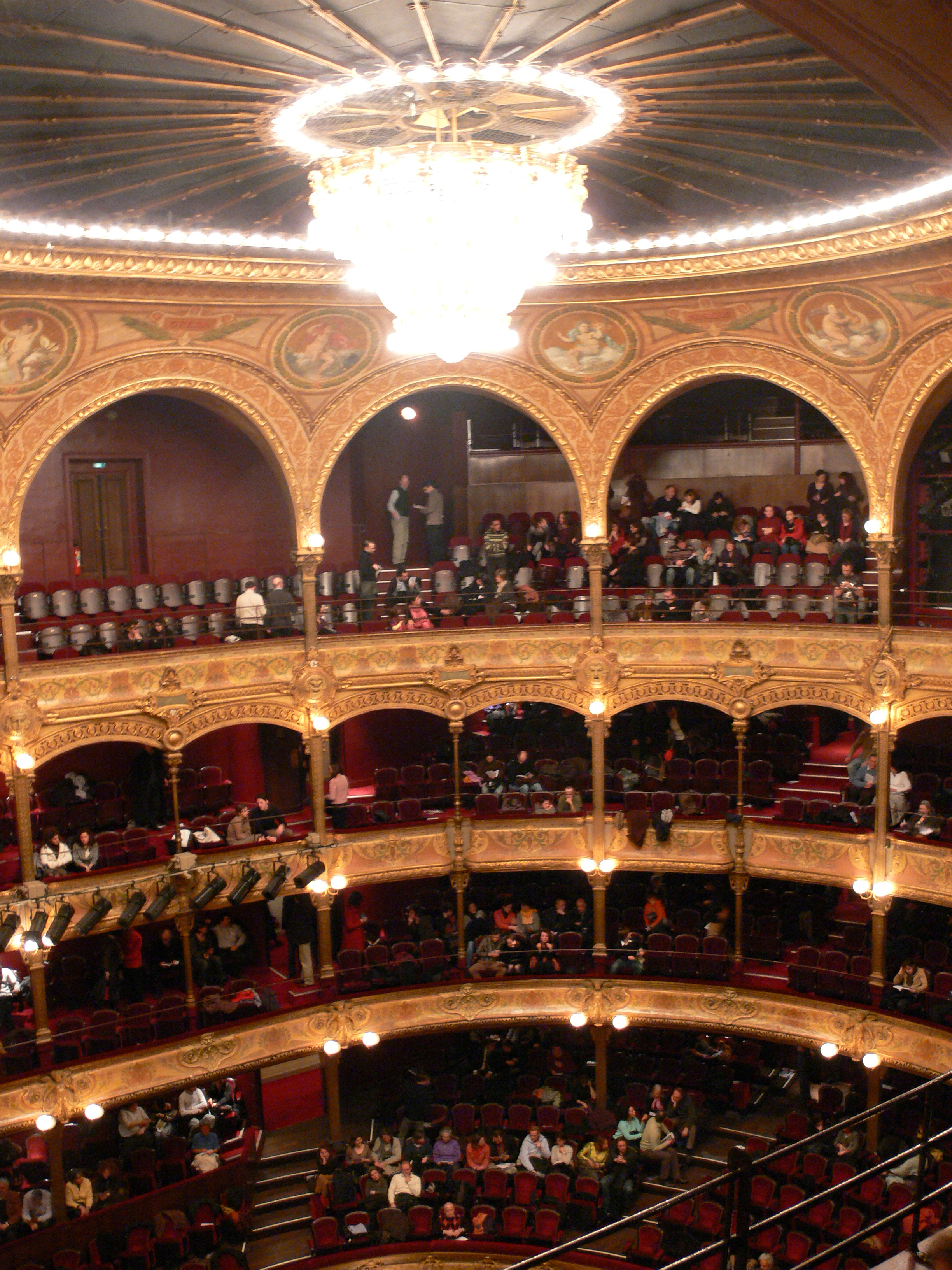
Vue intérieure de la salle de spectacle du Théâtre du Chatelet.

Têtue, acharnée, Eliane Marie Amélie Colombo n'a de cesse d'être petit rat au Châtelet. Pour pouvoir rester, elle promet à ses parents qui se laissent convaincre de gagner son pain. Le soir, en regardant bien, on peut apercevoir une fillette noiraude aux yeux éblouis.
En 1949, Eliane a eu 19 ans, mais c'est la catastrophe (une de celles dont les producteurs de disques et les agents artistiques pourraient se servir utilement pour leur biographie publicitaire). Une angine mal soignée dégénère en danse de Saint-Guy. Eliane Marie Amélie s'arrête de grandir, et ne pèse alors plus que 35 kg. La situation devient critique : souffrant de rhumatismes, elle ne peut même pas boutonner son chandail toute seule. Elle fixe désespérément, dans les miroirs, ses mains tremblantes, sa tête branlante et se jure : « Ou je guéris ou je crève. »
Après trois années de maladie, elle guérit enfin, mais doit abandonner la danse.
En 1952, une ancienne du Châtelet, devenue coryphée, l'emmène au Cours Simon. On lui fait bredouiller du Jean Anouilh : Antigone. La coryphée, fille entreprenante, monte un petit spectacle de patronage sous forme de textes et de chansons. Elle demandera à Eliane Pia de chanter, celle-ci accepte et chante sans avoir appris. Un jeune professeur d'anglais au lycée Buffon de Paris, un certain Maurice Fanon, auteur et compositeur à ses heures perdues, l'entend et l'encourage : « C'est très bon, il faut continuer. » Il lui propose de lui écrire des chansons. Elle redevient studieuse, apprend et chante du matin au soir. Une relation amoureuse, mais adultère commence à naître vers 1955 entre les futurs jeunes premiers. Fanon s’était marié le 14 août 1952 en Écosse à Margaret Chalmers Buchan qu’il avait rencontrée durant un séjour pour parfaire ses études universitaires d’anglais. Le couple Fanon/Chalmers se décide à divorcer en 1956. Il s'ensuit que cette même année 1956, Eliane Marie Amélie Pia Colombo fait sa valise, accompagnée de sa grand-mère, et vient s'installer chez Maurice Fanon.
Toutefois, après plusieurs mois de vie plus ou moins commune, Maurice Fanon, sursitaire en bout de course pour ses études doit partir à l’armée, et se retrouve, malgré lui, loin de Pia engagé du contingent à la guerre d'Algérie de mars 1957 à mai 1959 pour y soutenir les forces françaises.
Au retour de Maurice Fanon en mai 1959, et après les quelques mois de retrouvailles qui suivent, les amoureux Pia et Maurice se décident : ils se marieront le 28 septembre 1960. Mais ils se sépareront près de 3 ans après en 1963. Ils continueront cependant à garder des liens fidèles d'amitié de ces 7 années passées ensemble jusqu'à la fin de la vie de Pia, Maurice allant jusqu'à lui écrire un spectacle sur mesure en 1979.
Depuis cette époque, Pia Colombo sera toujours reconnue comme étant la muse de Maurice Fanon, et ce jusqu’à la fin de leurs vies respectives.

### Ses débuts sur scène au cabaretL'Écluse
Éliane Pia poursuit ainsi ses études de théâtre au cours Simon, puis se tourne rapidement vers la chanson tout en continuant de jouer.
Elle se présente au Collège Inn. On la renvoie : « Vos chansons sont mauvaises, vous êtes mauvaise, tout est mauvais. » Elle se présente au Cabaret L'Écluse, dans la même journée. Léo Noël, un des cofondateurs de ce lieu de culture et de divertissement estampillé rive gauche, l'engage pour un an. « Deux mille vieux francs par soir, puis trois. » C'est au moins le pain assuré pour elle et la grand-mère. Le pain, mais pas toujours le loyer.
Là, elle prend le nom de scène de Pia Colombo et sera l'interprète notamment de la chanson Julie la Rousse de René-Louis Lafforgue. Pia Colombo choisit d'interpréter aussi des œuvres de Maurice Fanon en 1956, l'homme avec qui elle vit. Ils se sépareront après plusieurs années de vie commune autour de 1963.
Pia Colombo est signée par la maison de disques Versailles avec laquelle elle enregistrera 2 disques maxi-45, soit 8 titres. Elle sort ainsi son premier 45 tours en 1956 avec donc deux chansons de René-Louis Lafforgue (Julie la rousse et La fête est là) et deux de Fanon (Isabelle et À nos amours, empreint d'autobiographie).
Sa carrière de chanteuse démarrera vraiment à la fin de 1956 en chantant au cabaret L'Écluse à Paris. Elle débutera cette même année sur les planches de cette minuscule scène en compagnie d'autres nouveaux venus non dénués de talent : Jean-Roger Caussimon, François Rauber, Marie-Josée Neuville, Caroline Cler, Raymond Devos, Henri Garcin et Jean Harold. Elle y chante les chansons de Maurice Fanon que l'on retrouvera sur son deuxième 45 tours : Le Quai Malaquais, Moi j'ai l'Italie, Péniche et Si Paris Paris pouvait qui sortira en 1957. Elle côtoie ainsi Barbara qui a aussi débuté à L'Écluse, elles se fréquenteront régulièrement. Le livre Le Cabaret « rive gauche » parle des débuts sur les scènes des cabarets rive gauche de plusieurs interprètes et auteurs de chansons françaises de cette époque, dont notamment Barbara et Pia Colombo.

### Premiers enregistrements et premières tournées de récital
En 1958, elle poursuit sa carrière de chanteuse avec les disques Philips et joue Hula hoop au Disco Théâtre du théâtre Marigny (avec Art Simmons et Harold Nicholas).
Elle sera à l'affiche de l'Olympia en 1958 en première partie de Georges Brassens en alternance avec Michèle Arnaud, Jean-Marie Proslier, Jean Bertola, Los Gatos… Premier contact avec un grand public. Brassens l'emmènera avec lui, en tournée. Barbara est devenue son amie. Toutes deux souffrent de manques de relations familiales avec leurs parents respectifs, cela les a probablement rapprochées.

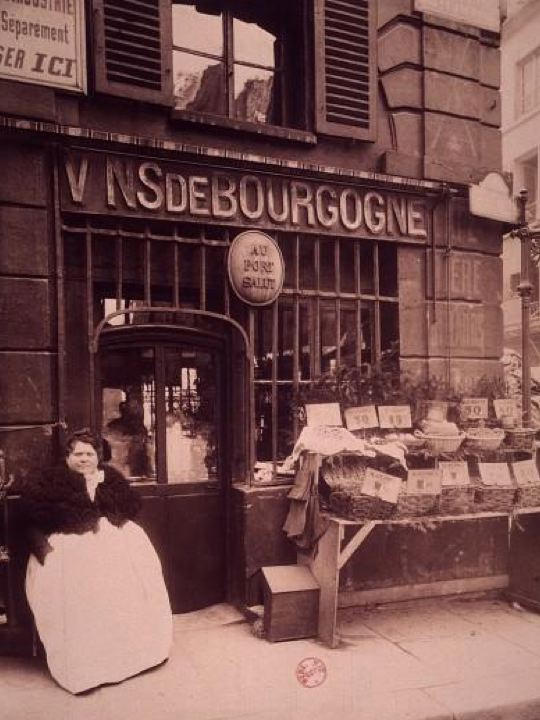
Vue de la rue et du cabaret Au Port-Salut, photo d'Eugène Atget (1903).

Autour de 1958, on retrouve trace de son passage sur la scène du cabaret Port du Salut.
En 1959, Pia Colombo chante et enregistre le titre Défendre d’afficher : il fait partie des 6 premières chansons que Lucien Ginzburg (Alias Julien Grix, alias Serge Gainsbourg) dépose en 1954 à la SACEM, dont deux seulement seront sauvées de l’oubli. Puis elle retrouve de nouveau les devants de la scène en vedette américaine du programme Brassens à Bobino.
Le jeune couple Fanon-Colombo hébergera dans son appartement durant une partie de cette année 1959 des futurs jeunes mariés : Véra Belmont et Joël Holmès, dont Pia chantera plus tard quelques-unes des chansons de ce dernier. Holmès et Belmont se séparent en 1963.
Pendant ce temps-là, le séjour militaire de Maurice Fanon en Algérie est émaillé de quelque écueil, celui-ci tient des propos hostiles à la guerre et dérangeants pour sa hiérarchie militaire. À ce titre, il est alors muté et terminera malgré tout avec le grade de caporal. Pourtant, Maurice Fanon n’en restera pas là et dénoncera plus tard la torture dans plusieurs chansons : La Valse à soldats (1966) et Le Képicon (1982). En mai 1959, Fanon est finalement renvoyé dans ses foyers après avoir servi cette guerre d’Algérie qui le marquera comme beaucoup, et la vie d’artiste débutante comblée commence alors à sourire à Pia Colombo.
En 1959 toujours, elle obtient une première récompense : le Coq d'Or de la chanson française pour son interprétation de la chanson Les flonflons du bal. Pia enregistre 2 nouveaux disques EP, dont la chanson La Valse à mille temps que lui a donnée Jacques Brel, parue en 1959 aussi chez Philips.
Mais c'est la chute, le rock et les yéyés arrivent et balaient tout sur leur passage, et notamment ceux qui n'ont pas eu le temps de s'imposer. Pia retombe et vivote alors tant bien que mal. Par moments, elle se demande si elle ne devrait pas tout lâcher. Mais comme elle ne sait rien faire d'autre, elle continue à tracer son sillon.
Pia retourne sur la rive gauche dans les cabarets qui l'ont aidé à débuter et se faire un nom. C'est ainsi que l'on retrouvera son nom dans la liste des artistes qui sont passés en représentation sur la scène de différents cabarets comme La tête de l'art avant 1957 et ensuite dans les années 1960. Il en va de même pour son passage sur la scène de la pépinière de Jacques Canetti : le cabaret Les Trois Baudets et à la Maison Pour Tous (ou autrement appelé Théâtre Mouffetard), ainsi qu'au cabaret La Contrescarpe avec Francesca Solleville et Christine Sèvres. Pia Colombo fait également partie des artistes ayant débuté ou ayant été programmé dans les premières années de leur carrière au cabaret de La Colombe entre 1954 et 1964.

### Avec Roger Planchon, Bertolt Brecht sous le regard de Georges Wilson
En 1960, Pia Colombo interprète Les croquants de Georges Brassens. Avec Georgie Viennet, elle passe de nouveau en première partie de ses concerts à Bobino du 14 au 25 avril 1960.
Maurice Fanon et Pia Colombo se marient le 28 septembre 1960 à la mairie du 6e arrondissement de Paris.

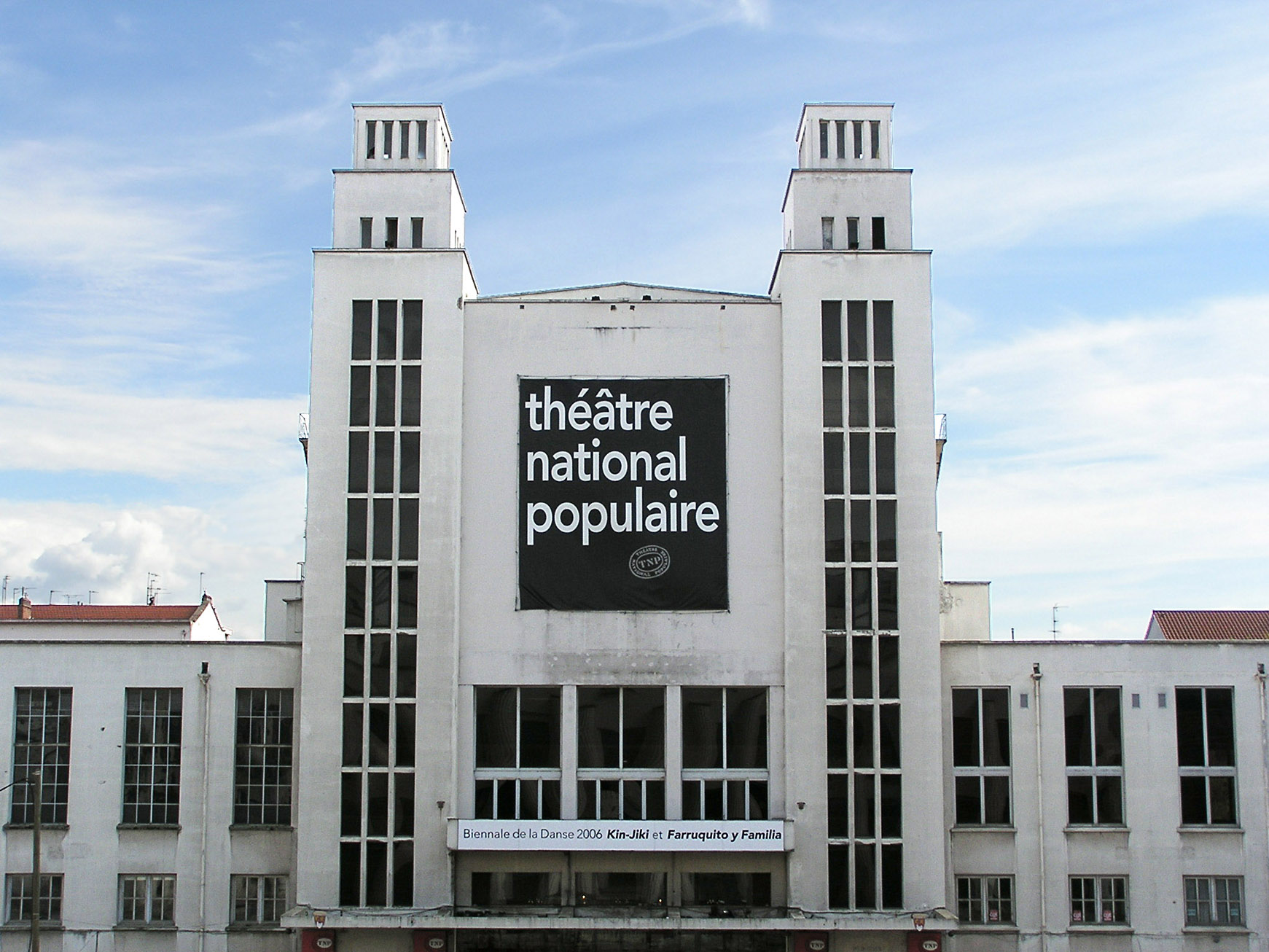
Le Théâtre national populaire de Villeurbanne où joua Pia Colombo et dont Roger Planchon fut le directeur durant près de cinquante ans.

Le 26 mars 1961, elle est l’invité du gala des 25 ans de l’U.J.F.F. qui publie le journal Filles de France : elle se produit pour cette occasion à la salle de la Mutualité de Paris, juste après Joël Holmès en première partie, et avant le bal de la soirée animée par Georges Jouvin et sa trompette d’or : "tenue correcte exigée", comme le mentionne l’affiche…
Pia Colombo est ensuite repérée à cette époque par Roger Planchon, jeune metteur en scène de théâtre novateur.
Planchon la fait alors jouer et chanter dans une pièce de Bertolt Brecht, tirée des 4 tomes du roman satirique inachevé de l'écrivain tchèque Jaroslav Hašek (1883-1923), publié en quatre tomes de 1921 à 1923 et intitulé Le Brave Soldat Chvéïk. C'est ainsi que fin 1961, début 1962 on la retrouve au théâtre avec Schweyk dans la Deuxième Guerre mondiale, mise en scène par Roger Planchon au Théâtre de la Cité de Villeurbanne (qui deviendra TNP en 1972), puis au Théâtre des Champs-Élysées. Pia y tient le rôle de Madame Patocka, l'aubergiste. L’ORTF consacrera à cette création de Planchon un reportage télévisé de 8 minutes avec des extraits de la pièce, diffusé le 22 octobre 1961. On y voit et entend Pia Colombo chanter une chanson phare de l’œuvre sur une musique de Hanns Eisler.
Ce couple d'activités, chanson et théâtre, l'accompagnera tout au long de sa carrière, et particulièrement jusqu'à la fin où elle ira même jusqu'à mettre en scène sa propre vie écrite par le compagnon de toujours Maurice Fanon.
En 1962, elle reprend quelques lieder, qualifiés d'« extraordinaires », de l'auteur révolutionnaire Bertolt Brecht et mis en musique par Hanns Eisler : Chanson de la femme du soldat, Chanson de la brise, Chant du calice et Chant de la Moldau. Son interprétation y est d'une sécheresse implacable et pourtant presque lyrique. Un disque LP sera publié cette même année avec des transitions de Roger Planchon. On retrouve également au chant sur ce disque Jean Bouise et Clotilde Joano, camarades de scène pour cette pièce. L'EP 4 titres paru simultanément reprend uniquement des titres interprétées par Pia.
Édith Piaf meurt en 1963, un grand nombre de spécialistes de la chanson française pensent alors à Pia Colombo pour la remplacer. Mais elle est trop intellectuelle pour séduire le public d'Édith Piaf, avec cependant un excellent répertoire composé d'auteurs comme Nougaro, Gainsbourg, Legrand, Holmès et Fanon. Le rock et les yéyés continuent leur conquête du public. On trouve alors peu de gens pour croire encore à ce style de chanson française à texte. Mais Pia continue et remonte lentement la pente vers la reconnaissance du public et de ses « pères ».
Cette année 1963, Pia Colombo et Maurice Fanon se séparent. Fanon écrit à cette occasion l'un de ses plus célèbres titres, L'Écharpe, qu'elle enregistre en 1964,.
Toutefois, Maurice Fanon gardera un souvenir amer de ce premier mariage qu’il évoque assez durement dans sa chanson Le Testament, écrite en 1966 :
Je lègue à ma première femme

À celle qui n’a rien compris,

Et qui a passé par les armes

Ma virginité de conscrit […]

Je lègue mon cœur de bipasse

Et le morpion de l’amitié.
C’est Pia qui a quitté Maurice, comme toutes les femmes « officielles » ou de rencontre de ce dernier, plutôt porté sur le charme féminin. Il est dit par ses amis et ses confrères du monde de la chanson que l’on décrit Fanon comme un homme serviable aussi charmant et « féminin », la main sur le cœur à jeun, mais en revanche, déprimé, querelleur puis agressif et bagarreur lorsqu’il était saoul. Et il avait acquis encore au fil des années une notoriété de « grand coureur de jupons ».
Le jugement de divorce est prononcé le 16 avril 1964. Fanon avait en fait une maîtresse qu’il épouse en 3e noces le 12 octobre 1964 : Brigitte Tranchant.
En 1964, Georges Brassens décide de chanter trois mois à Bobino et il va intégrer dans ses premières parties de spectacle quatre chanteuses successivement auxquelles il donne une chance : Pia Colombo, Christine Sèvres, Michèle Arnaud et Barbara. Elle est accompagnée à cette époque par Jacques Debronckart au piano.
En décembre 1964, on retrouve Georges Brassens, Pia Colombo et Marc Ogeret pour le récital Poésies en chanson à Bobino.
Le 25 février 1965, à La Mutualité, Jean Ferrat, Pia Colombo, Maurice Fanon, Christine Sèvres, Claude Vinci et 10 autres artistes se réunissent pour donner un grand gala au bénéfice des sinistrés algériens du tremblement de terre de M'sila, sous le patronage de l'association d'Amitié et de Solidarité Franco-Algérienne (A.S.F.A.).
En 1965, Pia Colombo est accueillie par un lâcher de couronnes mortuaires (on la comparait à Édith Piaf décédée en 1963) et des contrepèteries subtiles de Boby Lapointe, lorsque Jean Ferrat l'invita, en lever de rideau, avec Jean-Christophe Averty, qui cassait une télé à coups de marteau, pour son passage en vedette à L'Alhambra.
Son père est devenu chauffeur de taxi en région parisienne. Elle continue de le voir de temps à autre.
On retrouve ensuite le nom de Pia Colombo parmi la liste d'acteurs de théâtre jouant les 69 personnages de la pièce Chant public devant deux chaises électriques, jouée le 17 janvier 1966 au théâtre du Palais de Chaillot avec une mise en scène d'Armand Gatti et produite par le T.N.P. sous la direction à cette époque de Georges Wilson. Les autres principaux comédiens des soixante-neuf personnages sont Hélène Chatelain, Hélène Aligier, Daniel Dubois, Jacques Gripel, Marc Dudicourt, Roland Monod, Pierre Santini, Édith Zetline, André Bénichou, Jacques Debary, Pierre Meyrand, Boudjemaa Bouada, Théo Légitimus, Yvan Labéjof.
Elle chante deux chansons dans cette pièce, chaque soir de représentation. Georges Wilson vient l'écouter à chacune d'entre elles. À la fin de la saison, il lui dit : « Un jour, avec toi, je monterai un opéra… ». Elle n'y croit pas.
Le 24 mars 1966, elle interprète le titre Je hais les dimanches, initialement interprété par Juliette Gréco.

### Enfin le succès au TNP, avecGrandeur et décadence de la ville de Mahagonny

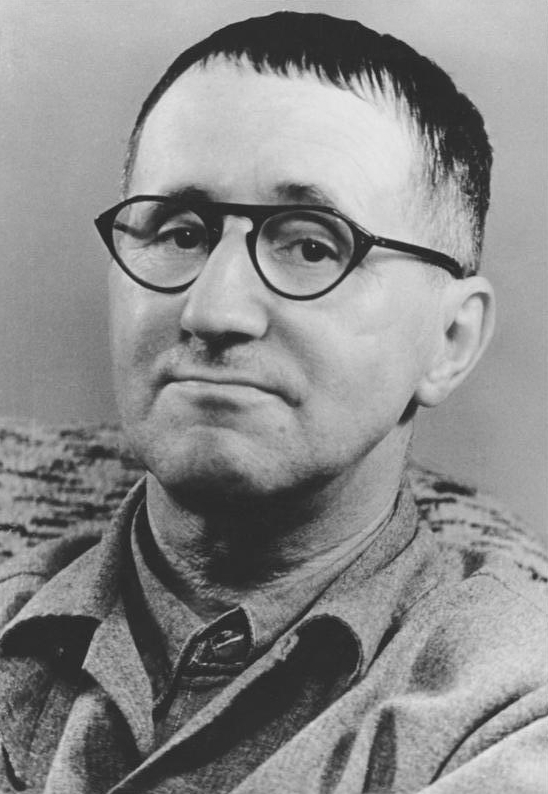
Bertolt Brecht en 1948

Malgré son incrédulité de la promesse de Georges Wilson, elle enchaînera bel et bien en 1966, au TNP, sur Grandeur et décadence de la ville de Mahagonny, véritable opéra en 3 actes de Kurt Weill et Bertolt Brecht où elle joue la partition de Jenny. Son adéquation avec l'art de Brecht est telle que Pia fut et reste en France son meilleur soldat, loin des vulgaires œillades de cabaret ou des pastels dépouillés et délavés (Ute Lemper). Georges Wilson lui donne carte blanche pour le rôle de Jenny. Il lui précisera simplement : « Surtout, sois toi-même. Fais ce que tu veux, les mouvements que tu sens. Je déplacerai la mise en scène autour de toi. Surtout garde bien ta tête enfoncée dans les épaules. Comme tu es, comme tu es. »

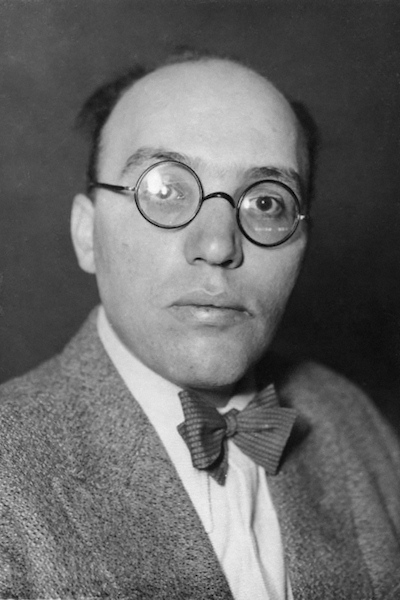
Kurt Weill en 1932

Pia dira de cette prestation de scène à propos d'elle-même : « J'y ai tout appris. Avant je ne savais pas ce que c'était que chanter. » C'est un grand tournant dans sa carrière. L'opéra et son interprétation font la une des pages spectacle des journaux. L'hebdomadaire Le Nouvel Observateur lui consacre la pleine page 31 de son numéro 109 du 14 décembre 1966 : la journaliste Michèle Manceaux revient dans son article sur les débuts de carrière difficile et parle de sa rencontre avec Pia et sa grand-mère dans le petit logement de l'avenue de Saint-Mandé, et décoré au mur d'une photo de Marie Laforêt « parce qu'elle est belle. »
Michèle Manceaux écrira notamment au sujet de ce rôle d'opéra :
- « Et puis, tout à coup, ce mois-ci, de quarante spectateurs par soirée, Pia Colombo passe à deux mille cinq cents et les critiques aiguisent leurs adjectifs les plus ronflants pour décrire "sa voix rauque, sa présence pathétique." Même si l'on est insensible à la mise en scène au carré de Mahagonny, Brecht et Kurt Weill aseptisés, on ne résiste pas à cette Pia Colombo, à son air d'oiseau. »
- « Quand on parle à Pia Colombo de distanciation brechtienne, elle enfonce encore plus sa tête dans les épaules. Elle n'a jamais été si proche d'elle-même. "Distance, où ça ? Comprends pas. La seule chose vraiment difficile était de chanter en entendant les autres chanter autre chose dans mes oreilles. Je n'avais pas l'expérience." Les mains de Pia Colombo décrivent dans l'air, quand elle parle, mille signes de ponctuation. Elle articule soigneusement chaque mot et se lève de sa chaise à chaque instant pour mimer ce qu'elle dit. Comme on lui en fait la remarque, elle insiste :  "Mais oui, il faut bien prononcer. Si l'on parle, c'est pour que l'on vous comprenne. Moi, si je chante, c'est pour être entendue, pour dire encore plus fort…" »

Dans cet article de 1966, Le Nouvel Observateur annonce qu'elle doit jouer dans le projet cinématographique d'Armand Gatti : Le Temps des Cerises. Cette nouvelle version de L’Affiche rouge ne se fera pas malgré l'obtention de la précieuse avance sur recettes.

### Retours en studio, mai 68 et la reconnaissance en public

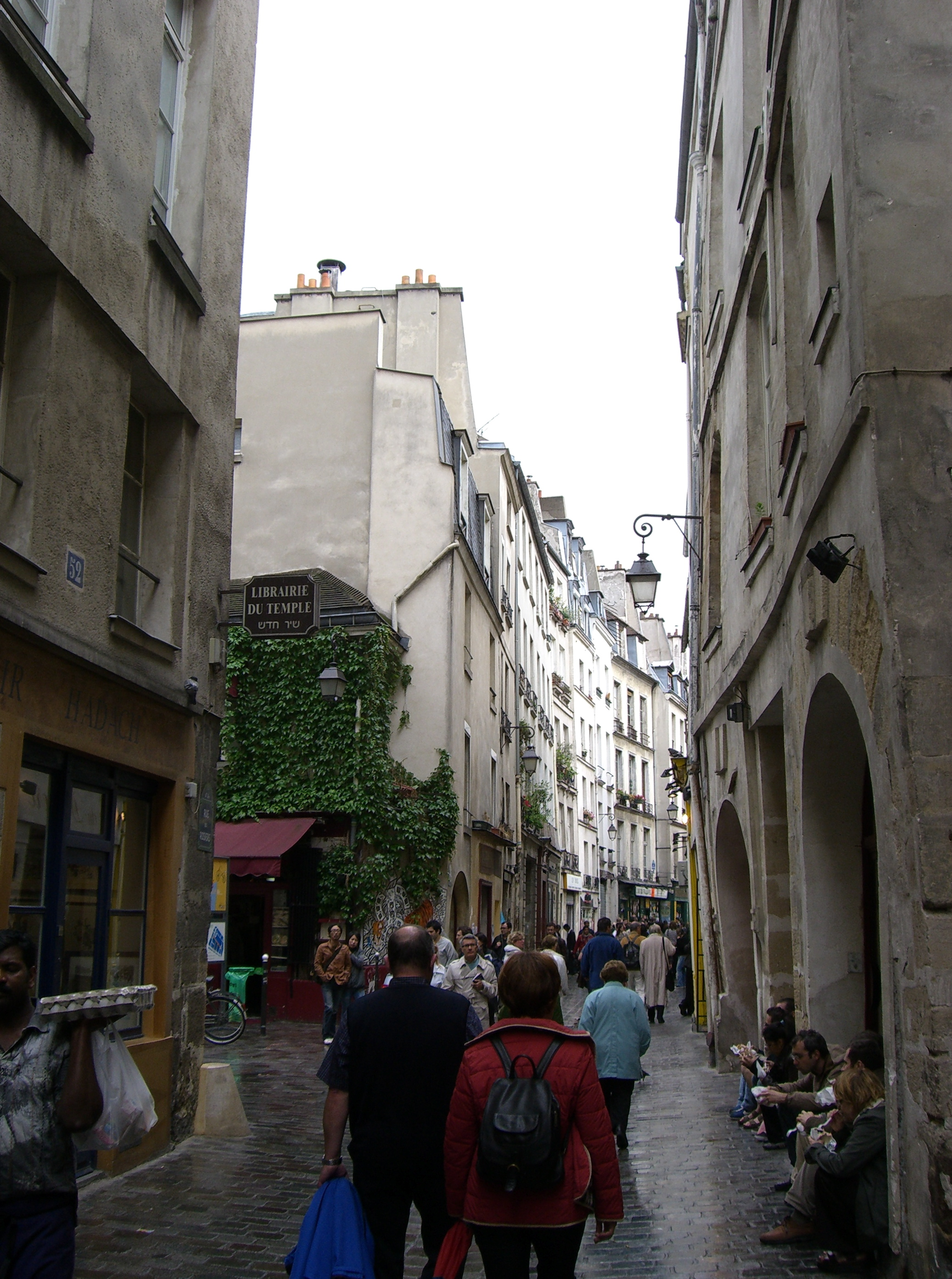
Rue des Rosiers

En février 1967, elle passe à l'Olympia avec Alain Barrière.
Puis, elle enregistre le titre La Rue des Rosiers : paroles de Silvain Reiner et musique de Joël Holmès. Cette chanson, qui évoque la rafle du Vel' d'Hiv' de juillet 1942, avait été écrite dans des conditions très particulières avec Joël Holmès, un après-midi de l'été 1965 : Joël Holmès l’avait donnée à Pia Colombo parce qu’elle était venue lui demander des chansons, la chanson étant en fait simplement vouée à l'oubli, Holmès n'ayant pas jugé utile de la déclarer à la S.A.C.E.M. et Silvain Reiner l'ayant totalement oubliée.
Pia Colombo part en tournée à l'automne de cette même année en URSS.
On la croit alors prête pour jouer la vedette américaine, fin 1967, de Charles Aznavour à L'Olympia. Mais ça ne fonctionnera pas, elle dira plus tard en 1969 : « Une erreur. J'aurais dû refuser. Le public d'Aznavour n'est pas mon public; je m'entendais mal avec Coquatrix, je n'avais pas confiance. » Elle se retrouve donc à nouveau en situation d'échec, de ceux qui coulent définitivement une carrière d'ambition modeste. Mais Pia Colombo persiste.
Le 14 mai 1968, Pia participe avec Marcel Amont, Tessa Beaumont, Guy Bedos, Bourvil, Leny Escudero et d'autres artistes au gala de bienfaisance au profit des « Enfants du Viêt Nam victimes de la guerre », organisé à l'Olympia par la Croix-Rouge française. Ce gala, en tenue de soirée, dont le prix des places valaient entre 30 et 200 francs, ne fut pas orienté politiquement. Les bénéfices ont été versés, à parts égales, à la Croix-Rouge du Nord-Viêt Nam et Sud-Viêt Nam.

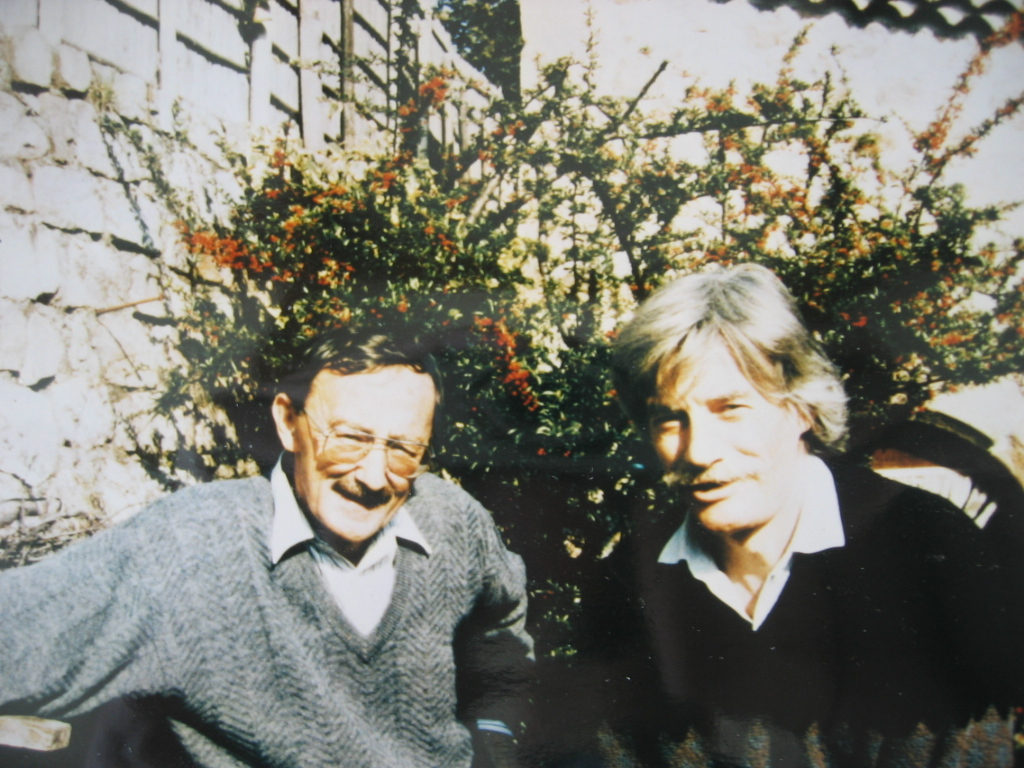
Jean Ferrat (à droite) et son ami Guy Thomas.

Les événements de mai 1968 touchent les milieux artistiques. Selon Dominique Grange, « en 1968, répondant à l'appel de Leny Escudero qui demandait aux artistes d'aller sur les lieux de grève. Pia Colombo, Maurice Fanon, Jean Ferrat…  accompagnés de Dominique Grange au piano ou à la guitare, étaient appelés par les comités de grève, et ils chantaient sur les tables de cantine. Jean Ferrat, Maurice Fanon, Francesca Solleville, Pia Colombo, Colette Magny ou encore Isabelle Aubret écument ainsi les usines, mais, pris au dépourvu, leur répertoire ne s’harmonise pas à la situation. » Ils seront alors « jetés » par la CGT qui s’inquiète de voir ses propres troupes lui échapper. Le quotidien L'Humanité dénonce dans ses colonnes les chanteurs gauchistes qui s'essayaient à récupérer le mouvement à leurs yeux ».
Toujours en mai 68, Bobino est occupé et une soirée y est organisée pour le soutien aux grévistes : pour quelques francs, on voit chanter Jean Ferrat, Isabelle Aubret, Félix Leclerc, Pia Colombo, Georges Moustaki et Leny Escudero.
Un enregistrement de L'Olympia sort en 1968 dont on trouve actuellement peu de traces (Disques AZ). Il contient entre autres une version en public de La Rue des Rosiers. Le contexte explique qu'il soit souvent oublié dans sa discographie. On y retrouve aussi, avant sa sortie en 45 tours studio en 1969, une version en public de la chanson Le Métèque.
Le Festival de la Foire aux vins d'Alsace de Colmar, cuvée août 1969, organisé de main de maître par l'imprésario Johnny Stark depuis 1958, accueille entre autres comme vedette Pia Colombo pour une interprétation de son récital. Cette manifestation attire à cette époque autour de 150 000 personnes et les plus grands noms de la chanson française se bousculent pour s'y produire.
À 39 ans en 1969, Pia Colombo prend des risques et tente pour la première fois l'aventure du récital : seule sur la scène du TNP, elle occupera pendant un mois le devant de la scène de la salle Firmin Gémier avec pour programme des chansons de Bertolt Brecht, Kurt Weill, des chansons inédites et le répertoire de ses débuts de carrière.
S'ensuivra en 1969 le fameux récital Brecht/Weill au TNP qui demeure son plus grand succès personnel et dont sortira un album en public, régulièrement réédité : Pia Colombo Chante Bertolt Brecht & Kurt Weill (Disques AZ). Elle obtient la même année pour ce disque un prix d'interprétation et un prix de l'Académie Charles-Cros
Elle se fait ensuite l'interprète, toujours en 1969, des chansons Le Métèque et Il est trop tard de Georges Moustaki, avant qu'il ne les reprenne lui-même dans son répertoire et qu'elles ne deviennent célèbres, chantées à la première personne par leur auteur. Incontestablement, ces nouveaux enregistrements avec Michel Colombier et son orchestre, l’un des collaborateurs et arrangeur fétiche de Serge Gainsbourg, modernisent subtilement son style : un deuxième EP entre en préparation avec les titres Amour printemps, Mon cœur est dans un nuage, La corde, Cependant. Ces titres seront enregistrés, mais elle ne les verra jamais sortir de son vivant. Ces inédits seront finalement intégrés dans le volume Col. « Héritage » : Pia Colombo - Le Métèque (1967-1969) en tant qu’inédits de l’intégrale Universal Music publiée en 2007, pour les 30 ans de sa disparition.
Durant les années 1960, elle aura enregistré 10 disques maxi-45, soit 40 nouveaux titres, et quelques inédits que l'on peut retrouver sur une compilation publiée en février 2010. Ces EP seront partiellement repris en albums en 1964 et 1965.

### Chansons, engagements, Avignon et Brecht toujours
En 1970, les disques Festival publient L'écluse, une compilation d'EP de sa période 1965.
En 1971, elle reprend le chemin des planches dans la pièce de Bertolt Brecht Maître Puntila et son valet Matti, mise en scène par Jacques Rosner au Théâtre du Lambrequin, Théâtre national de Strasbourg. Avec la maison de disques BAM, elle enregistre également un nouvel album de 11 titres sobrement intitulé Pia Colombo et dont le premier titre est Un pays. Sa sortie sera accompagnée du 45 tours Adagio nocturne.

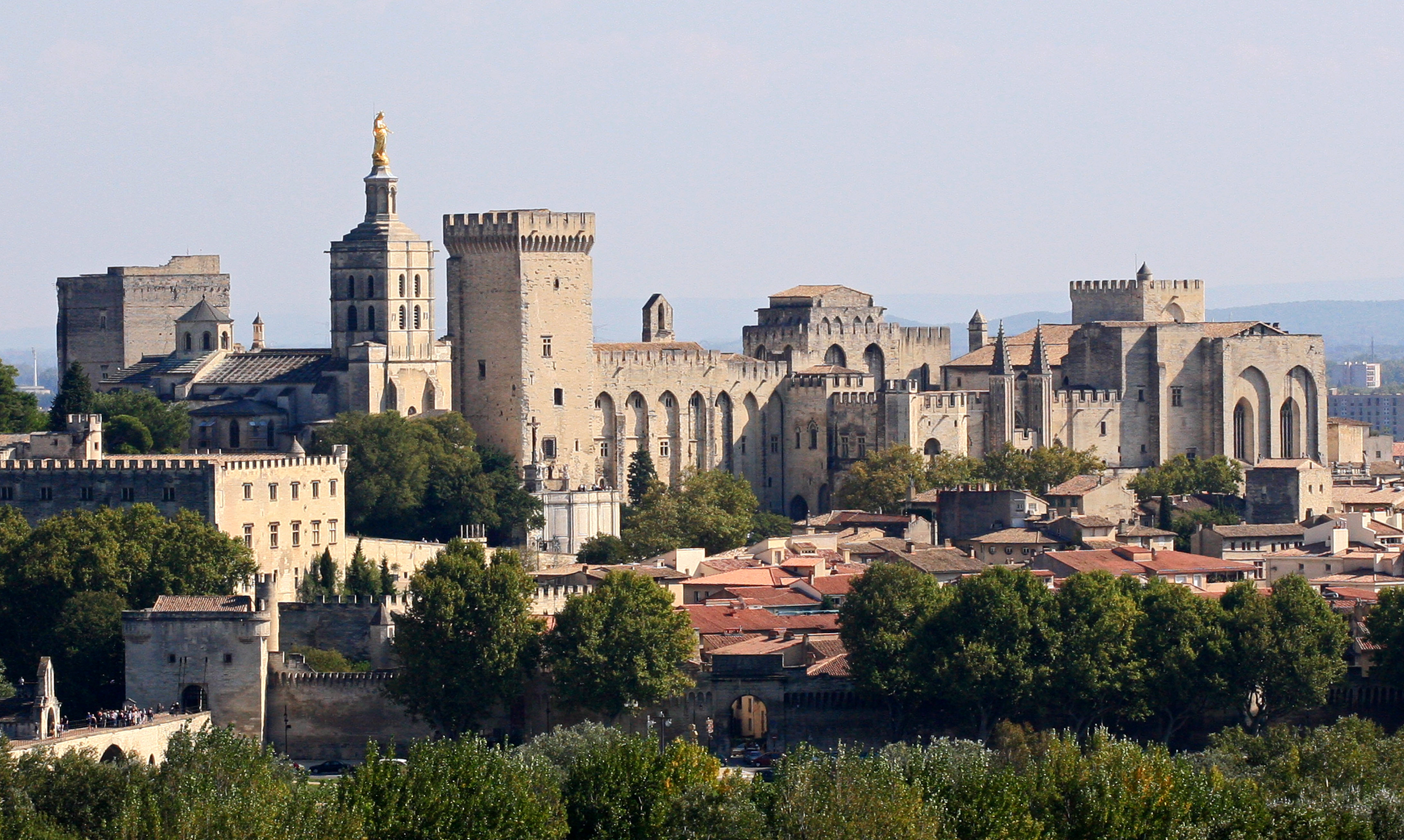
Le Festival de Théâtre d'Avignon est devenu un événement majeur et emblématique de cette cité qui accueillit en son temps les papes.

En 1972, on retrouve Pia Colombo sous les traits du personnage de la libre-penseuse dans la pièce de théâtre musicale Il faut rêver dit Lénine de Roger Pillaudin. Portée par du jazz et des musiques improvisées à partir du répertoire Hongrois et autres, la pièce est mise en scène par Jean-Pierre Dougnac. Elle sera présentée pour la première fois le 15 juillet 1972 et jouée pendant 5 représentations au festival d'Avignon (coproduction ORTF et Festival d'Avignon).
Toujours cette même année, Pia monte un nouveau spectacle de chansons qu'elle crée et met en scène, 1930 ou la danse sur un volcan, interprété notamment en décembre à la Maison de la culture d'Angers. Les arrangements musicaux ont été réalisés par Karin Trow, l'épouse de Georges Wilson, directeur du TNP.
Pia Colombo fait partie du groupe d'artistes qui anime La grande kermesse écologique du 11 au 24 octobre 1972, tous les jours de 18 à 24 heures au cinéma Ranelagh situé 5, rue des Vignes à Paris XVIe. On retrouve dans ce mouvement Areski Belkacem et Brigitte Fontaine, Georges Moustaki, Rufus ou La Horde Catalytique pour la Fin, qui participent aux débats sur les solutions alternatives à la pollution à l'issue de projections de films durant toute une semaine consacrée à un mouvement naissant : l'écologie.

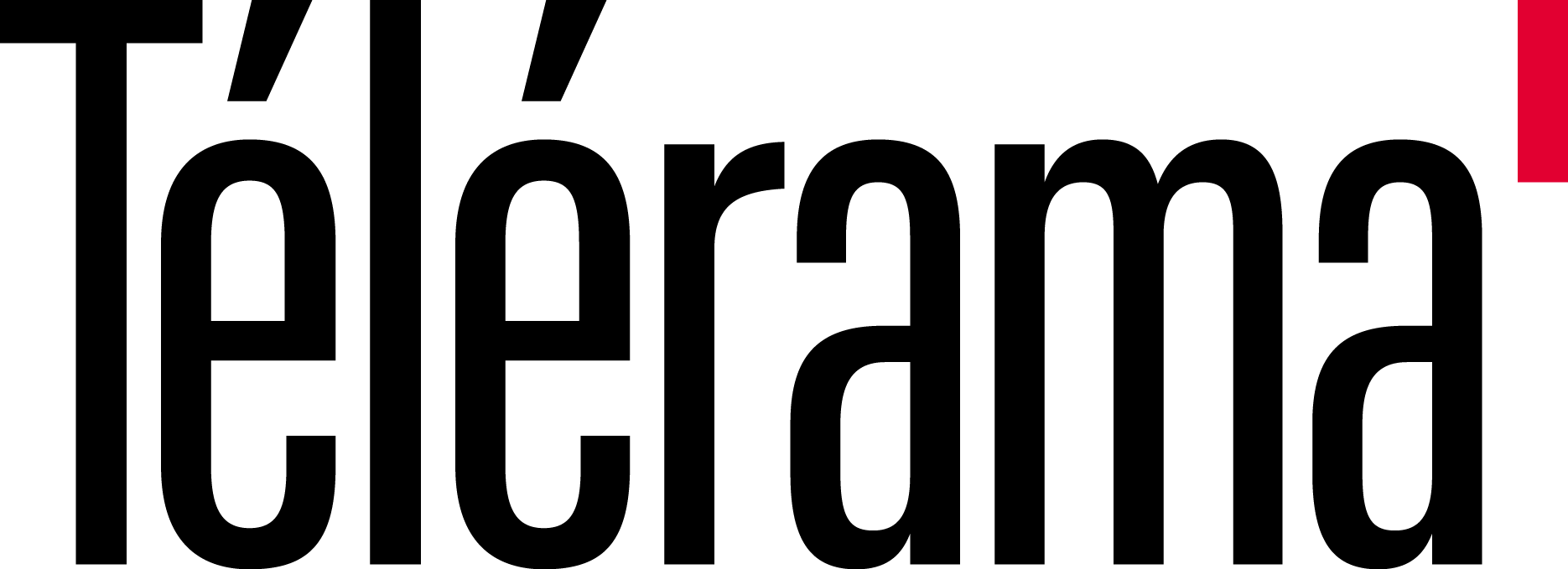
Le logo actuel de la revue télévisuelle Télérama qui utilisa, entre autres, le nom de Pia Colombo pour soutenir la qualité de sa rédaction.

Cette même année, le journal Télérama utilise le nom de Pia Colombo et d'autres artistes pour vanter dans une campagne publicitaire la qualité de son rédactionnel : son nom figure ainsi avec ceux du compositeur et organiste Olivier Messiaen, du chanteur-guitariste du groupe de rock progressif Traffic Dave Mason et de la grande vedette de la chanson française Jacques Brel, qui représentent un panel de notoriété au sein du public de Télérama, avant tout intellectuel, ouvert aux avant-gardes et volontiers engagé.
À Tours dans les années 1970, la chanteuse Annick Cisaruk assure la première partie de concert de Pia Colombo.
En septembre 1973, L'Humanité et le PCF ont oublié leurs propos sur la « récupération » des chanteurs engagés venus soutenir les manifestants de mai 68. Pia Colombo est alors l'une des têtes d'affiche de la Fête de « l'Huma » en compagnie de Mouloudji, Mireille Mathieu, Serge Lama, Mort Shuman et Marc Laferrière.
En 1974, après un changement de maison de disques, paraît chez Meys un nouvel album, toujours aussi sobrement intitulé Pia Colombo il contient 12 nouveaux titres dont les singles Les blés et Les communistes. Cet album scelle ses retrouvailles artistiques avec Maurice Fanon (titres Le Che, La maison devant la mer…)
De la jeune fille rebelle qui refuse d'être « troquée [par son père] contre un âne et quelques sacs d'or fin » (dans le titre Noces de sel composé par Fanon et Jouanest) aux hymnes contestataires, elle chante les luttes politiques ouvertement communistes et deviendra une porteuse d'étendard née, en reprenant notamment les chansons de Brecht jusqu'à la toute fin de sa vie. Elle inscrira aussi à son répertoire pacifiste et antimilitariste comme Marc Ogeret et Mouloudji La Chanson de Craonne connue notamment pour les mots de son dernier couplet où les « troufions vont tous se mettre en grève. » La Chanson de Craonne fait désormais partie de l'Histoire comme le relève le Conseil général de l'Aisne dans son bulletin de 2003.

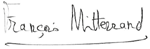
La signature de François Mitterrand

Toujours en 1974, elle fait partie des personnalités qui soutiennent ouvertement la candidature de François Mitterrand à l'élection présidentielle française de 1974. On retrouve son nom juste à côté de ceux de Francesca Solleville, Mouloudji, Marc Ogeret, Maurice Fanon, Henri Tachan, Francis Lemarque, Marina Vlady, Jean Ferrat, François Chaumette, Catherine Lara, Catherine Sauvage…
Au cours des années 1970, ses chansons seront ambassadrices d'une certaine culture, et Pia Colombo donnera récital en Italie, en France, à Cuba, pays de lutte communiste et aux États-Unis.

### Pia Colombo chante Léo Ferré

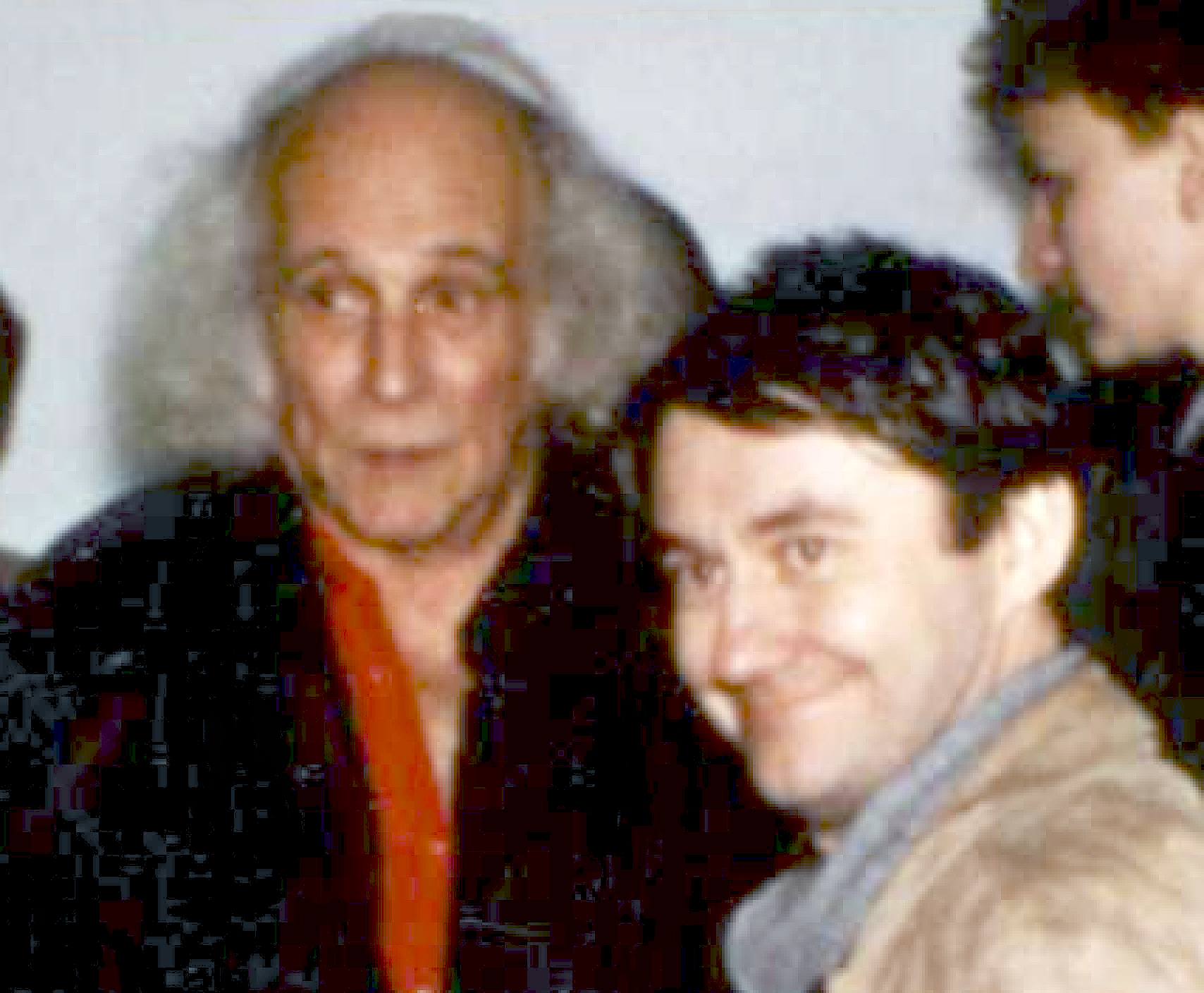
Léo Ferré (à gauche) aux printemps de Bourges en avril 1985

En 1975 sort un album de 5 chansons inédites de Léo Ferré enregistrées par Pia Colombo, qui collent bien à ses idéaux. Léo Ferré ne pouvant pas chanter ses propres chansons, il choisit la stature et la capacité à porter la colère et la révolte de Pia Colombo, chanteuse ontologiquement politique, pour donner ses nouvelles compositions. L'album est produit par Léo Ferré lui-même, qui sort parallèlement et simultanément son album Ferré muet… dirige qui contient les mêmes titres en version instrumentale.
Cette même année, elle donne un récital dans le cadre des Mardis du Nouveau Carré dans le lieu éponyme situé au 5, rue Papin à Paris, qui a décidé pour 1975 de consacrer des rendez-vous en soirée à la chanson française et à la poésie.
En 1976, Pia apprend la disparition de son père, décédé au mois de mars à Château-Thierry dans l’Aisne.
Le 17 avril de cette même année, est diffusé à la télévision un nouvel opus de Numéro Un, célèbre émission de variétés de Maritie et Gilbert Carpentier. Pia Colombo y fait une apparition remarquée pour chanter Johnny Parker, le personnage de la chanson incarné par Jean-Claude Brialy costumé de blanc.
En mars 1977, Pia Colombo est sollicitée par la RATP en mal d'image de marque pour participer à une fête de la musique. qui dure 4 jours avec plus de 200 concerts en sous-sol dans 20 stations parmi les plus importantes : La Défense, Auber ou Montparnasse. Son nom côtoie ceux d'Astor Piazzolla, Roger Siffer, Francis Lemarque et des groupes très divers.
En juillet 1977, elle joue le rôle principal dans Mille Hourras pour une gueuse, pièce de théâtre de Mohammed Dib mise en scène par Rafaël Rodriguez et jouée pour la première fois du 18 au 21 juillet 1977 au Théâtre Ouvert, pièce où les sortilèges des contes sont mis en espace par le romancier algérien.
Fin 1977, Pia tombe brusquement malade et découvre qu'elle est atteinte d'un cancer.
Début 78, elle s'investit encore dans une cause qui fait l'unanimité de la gauche et au-delà : avec Catherine Ribeiro, Francesca Solleville, Rufus, Patricio Manns et les Quilapayún, elle participe au gala de soutien donné au profit des victimes de la dictature au Chili qui a lieu dans le Grand Amphithéâtre de la Sorbonne, où elle aborde ouvertement le problème des disparus.
Au printemps 1978, elle est l'une des têtes d'affiche du 2e Printemps de Bourges alors en plein essor, avec également pour vedettes Claude Nougaro, Georges Moustaki, Graeme Allwright, Jean-Roger Caussimon, Alan Stivell et Mireille, à qui se mêlent Renaud, Mama Béa ou Gilbert Laffaille, représentants de ce qu'on appelle déjà la « nouvelle chanson française ».
Ensuite, malade, elle reste longtemps silencieuse, jusqu'à la fin 79.

### Dernières grandes apparitions publiques: 1979 à 1986

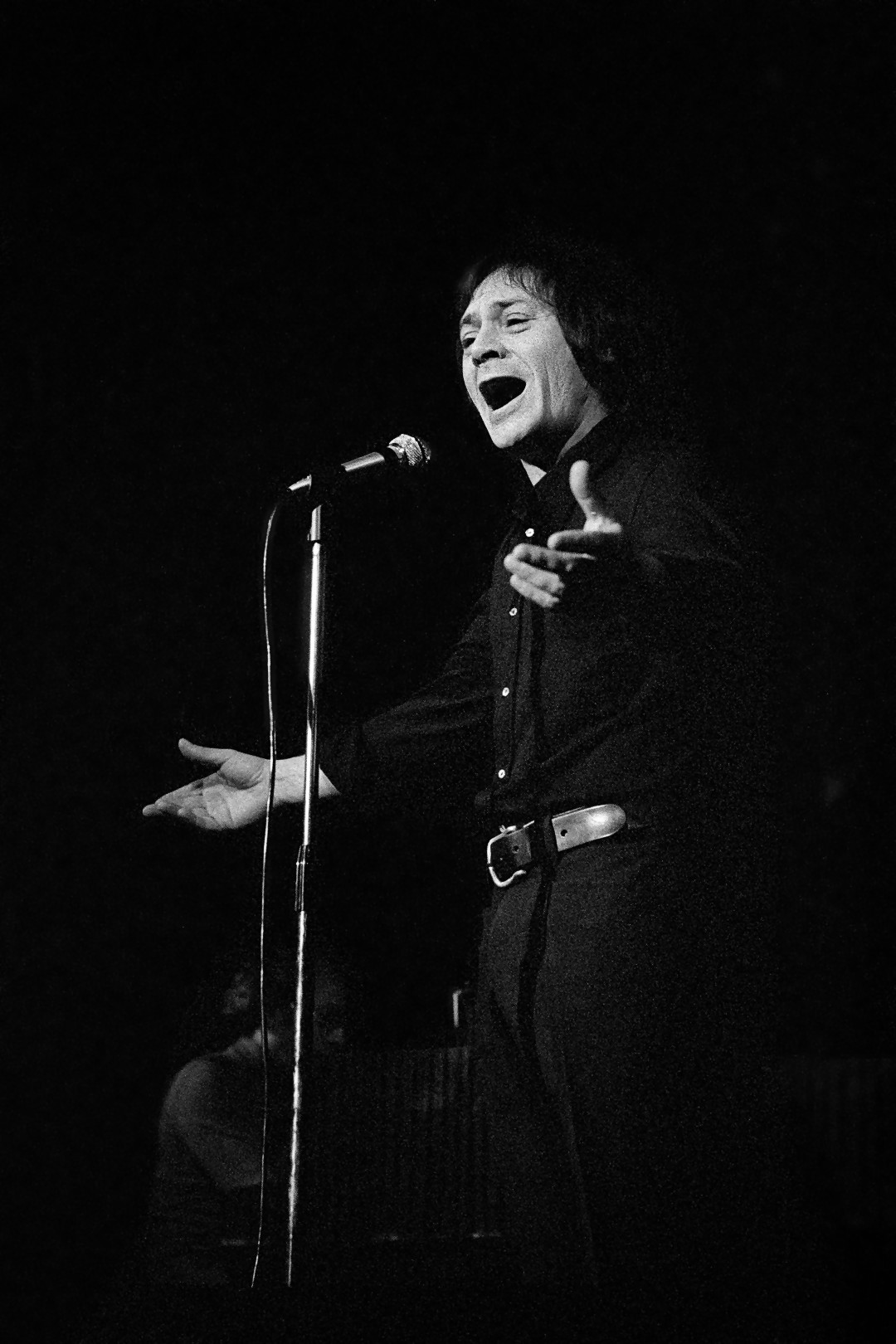
Maurice Fanon au festival Sigma de Bordeaux en 1972.

Luttant contre un cancer, elle joue entre 1979 et 1981 un spectacle écrit par son ex-mari et ami de toujours : Requiem autour d'un temps présent, œuvre de Maurice Fanon qui retrace sa carrière de chanteuse et de muse. De ce spectacle autobiographique, sortira un double album sur le label WEA qui porte le nom du spectacle. Enregistrée avec le percussionniste Mino Cinelu qui joua aussi tout au long de la tournée en France, la mise en musique est signée par Gilbert Cascalès, l’un de ses accompagnateurs au piano sur scène. L’équipe de scène est complétée par Patrice Cinelu à la guitare, Denis Barbier aux flûte, scie musicale et saxophone, Philippe Simon aux synthétiseurs et au trombone. Tout ce petit monde se réunira au Studio des Dames, lieu très connu des artistes de cette époque, pour une session d’enregistrement avec Henri Loustau à la prise de son.
En 1979, le journaliste Lucien Rioux écrit à propos de ce spectacle dans l'hebdomadaire Le Nouvel Observateur : « Elle chantait pour des idées, elle se bat pour une réalité. Elle a connu la maladie et la douleur. Elle a frôlé la mort, elle veut vivre, elle le dit. C'est beau. »
Sa tournée passe aussi par l'étranger, étant à l'affiche du programme de la scène suisse Les Caves Du Manoir, le 29 mars 1979, et où Maurice Fanon est également programmé le 5 avril.
En 1980, elle sera l'une des têtes d'affiche de la seconde édition d'un festival qui deviendra Le festival des Nuits de Fourvière, qui se tient à Lyon dans les ruines du Théâtre antique romain de Fourvière. Programmée durant trois soirées consécutives, les 24, 25 et 26 juin 1980, elle honore avec succès ses trois rendez-vous scéniques, à la grande joie de son public.
C’est à cette époque que, chantant sur scène entre deux séances de chimiothérapie, Pia Colombo ôte un jour sa perruque face à son public, forçant le regard sur sa maladie et son temps compté. Ce geste choquera certaines personnes, vivant la scène comme une agression visuelle, mais l’on s’en souvient encore près de 20 ans après.
Le 22 avril 1981, Pia Colombo effectue une de ses dernières apparitions à l'Olympia, immortalisée par un photographe de l'agence Keystone.
L'une de ses dernières apparitions télévisée sera très remarquée : pour Le Grand Échiquier de Jacques Chancel, dont elle a accepté l'invitation malgré la maladie, le public la découvre chauve et fatiguée, mais debout et fière.
À la fin de sa vie, elle se retire pour affronter la maladie. Elle meurt le 16 avril 1986, entourée de ses proches, des suites du cancer diagnostiqué plusieurs années plus tôt à Nonancourt. Elle n'aura pas eu le temps de fêter ses 56 ans, au mois de juillet suivant Elle est incinérée le mercredi 23 avril 1986 au cimetière du Père-Lachaise de Paris.

### Sa voix l'a portée…
Pia Colombo est une voix populaire de la rive gauche dont on compare parfois la fibre à celle d'Édith Piaf, mais ses textes et son répertoire, trop engagés ou trop cérébraux pour certains (Maurice Fanon, Léo Ferré, Georges Moustaki, Bertolt Brecht…), qui l'ont naturellement portée vers un public intellectuel dont la sensibilité politique était clairement affirmée à gauche, l'ont peut-être parfois aussi écartée du grand public.
Sa voix est qualifiée de basse et déchirante, tandis que ses textes, engagés et porteurs de révolte et de colère, dénoncent volontiers les maux du XXe siècle.
Didier Dahon conclut sa notice biographique posthume de 2006 par ses mots : « Pia Colombo avait enregistré La chanson posthume de Francis Carco, l'histoire d'un fantôme planant pour un impossible oubli : "Te souviens-tu de ma voix trop sincère / Des mots d'amour que je t'ai toujours dits / De ma gaieté, de mes brusques colères…" La voix posthume de Pia Colombo elle aussi plane au hasard autour de nous et refait subtilement surface sans qu'on y pense. […] Pia Colombo, égérie de Fanon, colombe de feu dont les battements d’ailes bruissent dans l’air du soir et de la mémoire… »

### Hommages posthumes et anecdotes
- Incinérée au Père-Lachaise, la destination de ses cendres est inconnue[101].
- La municipalité d'Homblières, sa ville natale dans l'Aisne, a donné son nom à la salle des fêtes, devenue salle Pia Colombo.
- Elle fut caricaturée à l'encre de chine[102] par Siro (Pierre Rollot (1914-2005), journaliste et caricaturiste à L'Équipe, L'Aurore, Le Figaro).
- Pour enregistrer l'album Il est des filles à grenades en 1973[103], dont on trouve une partie des titres sur le CD Pour en finir avec le travail, Jacques Le Glou, issu de la mouvance anarchiste, avait choisi des musiciens de l'Opéra, afin de casser l'image des productions « gauchistes » avec de la musique au rabais. Le Glou était ami de Pia Colombo et aurait voulu qu'elle chante[104], mais celle-ci malade sera finalement remplacée par une autre chanteuse, Jacqueline Danno (créditée sous le nom de Vanessa Hachloum pour une question de contrat).
- La commune de Saint-Jean-Bonnefonds dans la Loire (42650) lui a rendu hommage en nommant une de ses voies de circulation : Allée Pia Columbo.
- Pia Colombo est considérée comme étant la muse, l'égérie[100] de Maurice Fanon[105] qui a beaucoup écrit pour elle ou en pensant à elle. Dans les dernières chansons qu'il a enregistrées, beaucoup lui étaient destinées.

## Œuvres inédites
Une vente aux enchères de 2011 a permis de mettre au jour un certain nombre de travaux inédits. On ignore si la totalité des enregistrements pourront être restaurés et exploitables. Il s'agit principalement de 4 pièces d’enregistrements sonores :
- Un Acétate contenant 8 enregistrements inédits à ce jour et datés de 1964 :
  1. C'est que je t'appartiens
  2. Le Sergent Léon
  3. Soir de mai
  4. Paris Cayenne
  5. Belles pognes
  6. Bras dessus, bras dessous
  7. Linardo
  8. Les Beaux amoureux
- Une bande magnétique d’une pièce de théâtre de 1967 d’Armand Gatti : V comme Vietnam (bande magnétique 5"). Le Collectif intersyndical universitaire d'action pour la paix au Vietnam demanda à Armand Gatti d'écrire cette pièce V comme Vietnam : "Il entendait ainsi souligner le rôle du syndicalisme universitaire au carrefour de la culture et de l'action militante et, en organisant la représentation de l'œuvre de Gatti, manifester pour le droit du peuple vietnamien à vivre libre et indépendant[107]".
- Une bande audio d’un spectacle de musique et de théâtre de 1972 : 1930 ou la danse sur un volcan, spectacle notamment joué à Angers et dont des archives papier ont été conservées par ailleurs dans le fonds documentaire d’archives de la ville[108]. On ignore s’il s’agit d’une maquette studio, de l'enregistrement d’une répétition ou d’un enregistrement public inédit.
- Une bande audio de maquettes destinées au nouvel album sur lequel elle travaillait avant son décès :
  1. Paresse
  2. La Folie
  3. La Nuit
  4. Berceuse pour réveiller un petit nègre
  5. Les Tambours de fête
  6. Lili des enfers
  7. Barbara Song
  8. Les Grands dauphins
  9. Parade Tati
  10. Chimiothérapie (poème)
  11. (Chanson russe)
  12. Night & day

## Théâtre et spectacles

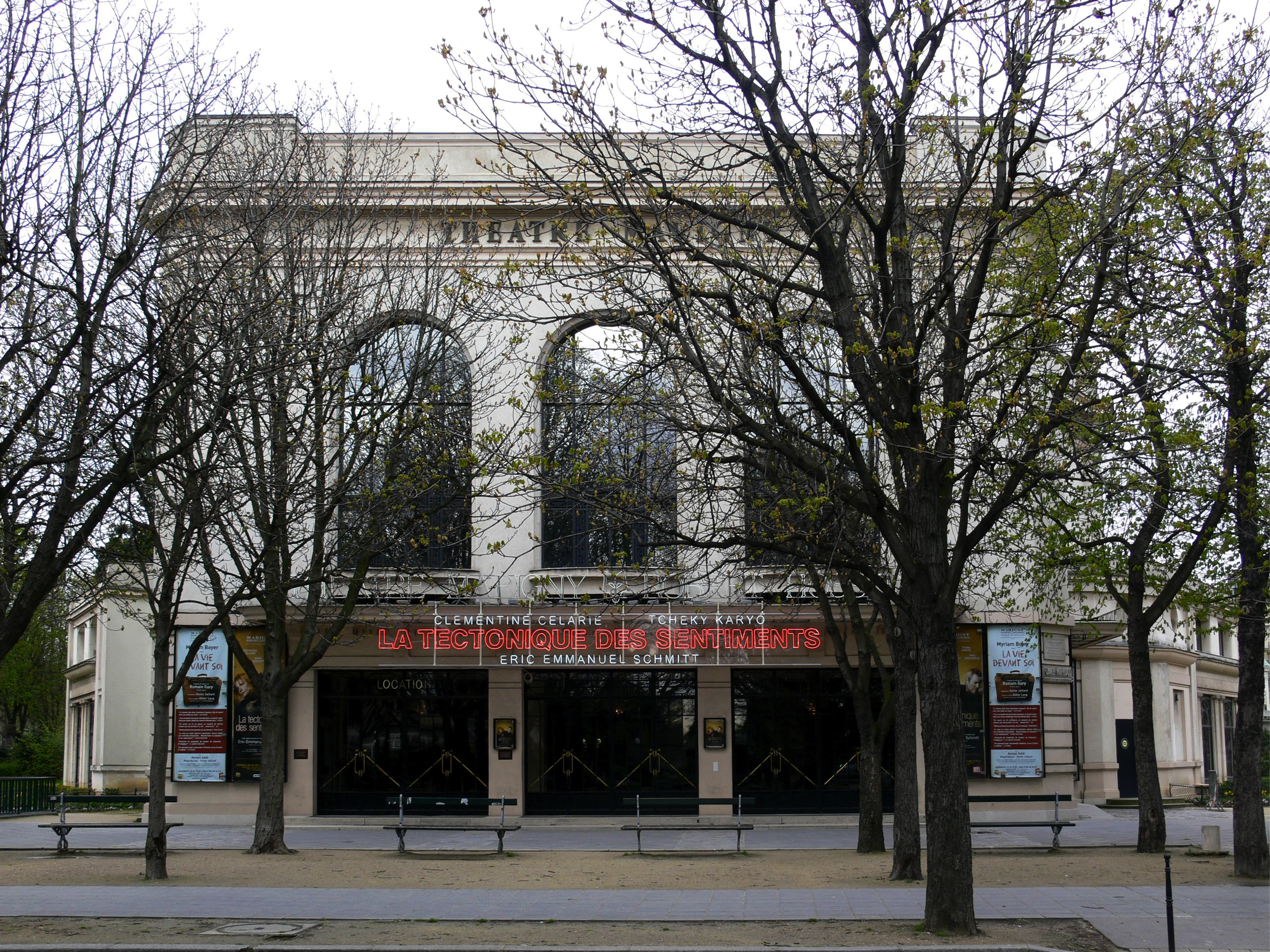
L'entrée du Théâtre Marigny sur l'avenue de Marigny.

L'inventaire de ses apparitions au théâtre est plus difficile à réaliser et ne semble pas complet à ce jour.
- 1958 : Hula hoop : spectacle donné fin 1958 au Disco Théâtre[13] du théâtre Marigny (avec Art Simmons, la chanteuse Pia Colombo et Harold Nicholas). Du rire, des chansons, du jazz[110],[111].
- 1959 : Vedette américaine du programme Brassens à Bobino.
- 1960 : Première partie de Georges Brassens à Bobino.
- 1961 : Schweyk dans la Deuxième Guerre mondiale de Bertolt Brecht, mise en scène Roger Planchon, Théâtre de la Cité de Villeurbanne, Théâtre des Champs-Élysées. Pia Colombo y joue le rôle de l'aubergiste[112].
- 1964 : Première partie de concert de Georges Brassens à Bobino pour plusieurs représentations.
- 1966 : Chant public devant deux chaises électriques, le 17 janvier 1966[42] au théâtre du Palais de Chaillot. Mise en scène : Armand Gatti. Dispositif scénique et costumes : Hubert Monloup. Musique : William Bukovi. Production : TNP (direction : Georges Wilson). Principaux interprètes des soixante-neuf personnages : Hélène Chatelain, Hélène Aligier, Daniel Dubois, Jacques Gripel, Marc Dudicourt, Roland Monod, Pia Colombo, Pierre Santini, Édith Zetline, André Bénichou, Jacques Debary, Pierre Meyrand, Boudjemaa Bouada, Théo Légitimus, Yvan Labéjof.
- 1966 : Grandeur et décadence de la ville de Mahagonny[44] de Bertolt Brecht toujours au TNP.
- 1969 :  Récital au Festival de la Foire aux vins d'Alsace de Colmar[56].
- 1969 : Pia Colombo Chante Bertolt Brecht & Kurt Weill : récital au TNP. Représentation un mois durant.

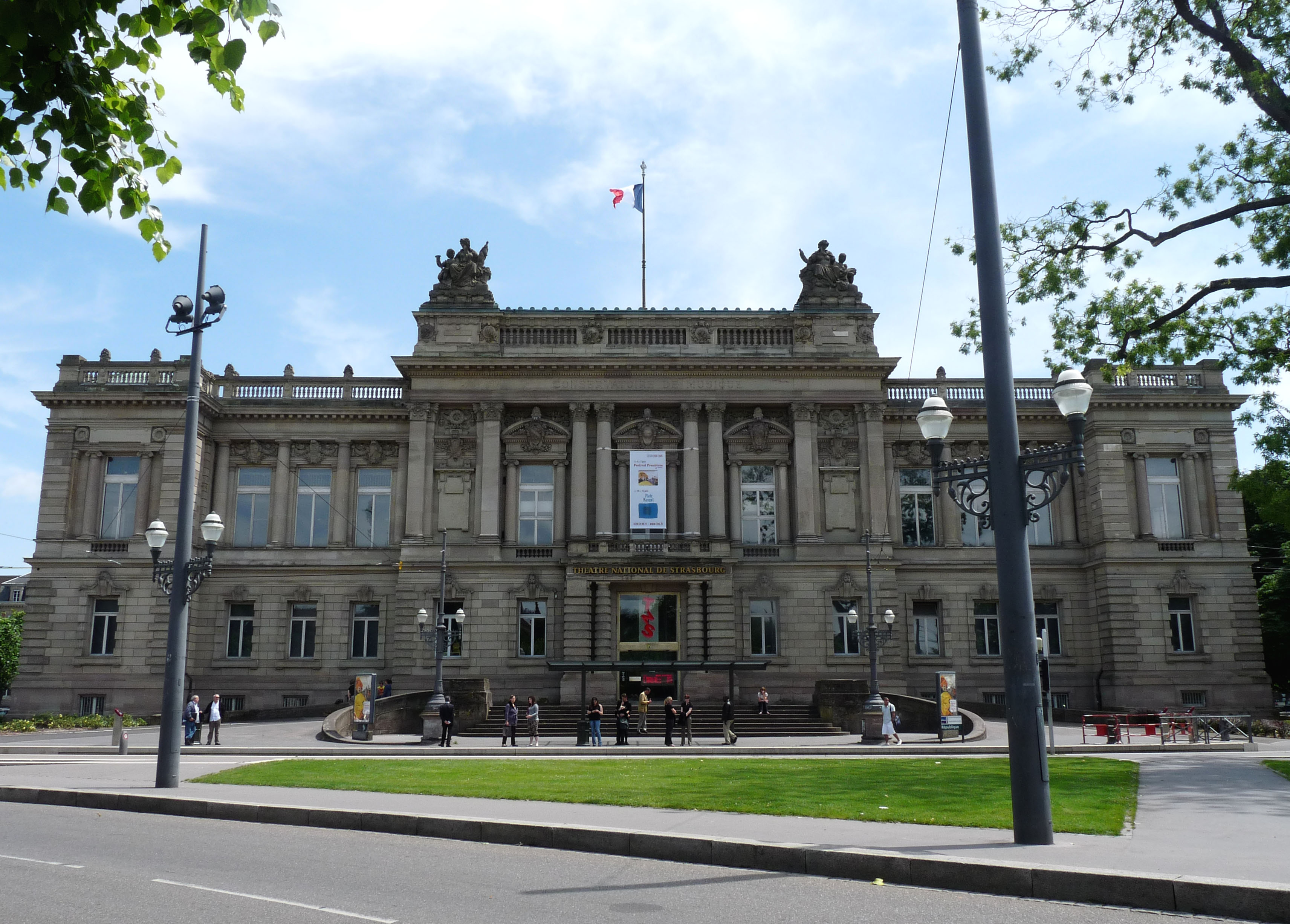
Le TNS, place de la République à Strasbourg

- 1971 : Maître Puntila et son valet Matti de Bertolt Brecht, mise en scène Jacques Rosner, Théâtre du Lambrequin, Théâtre national de Strasbourg, Théâtre de Sartrouville[113]. Durée : 3 h 30. Aucune coupure n’a été pratiquée dans l’œuvre qui est montée avec une rigoureuse exactitude brechtienne. Jean Martin joue Puntila, Pia Colombo chante la partition de Dessau.
- 1972 : Il faut rêver dit Lénine de Roger Pillaudin. Pièce de théâtre musical avec jazz et musique improvisée de Hongrie et d'ailleurs. Mise en scène : Jean-Pierre Dougnac. Compositeur : Francis Miroglio. Direction musicale : Francis Miroglio. Présenté pour la première fois le 15 juillet 1972[64] au Festival d'Avignon. Production ORTF et Festival d'Avignon. Avec léana Melita (Prima Donna), Michel Llado (homme-oiseau), Geneviève Roblot (oui oui), Jean-Pierre Chevalier (oui oui), Pia Colombo (libre-penseuse), André Cazalas (philosophe), Michel Tureau (Chorindep), Jean-François Dion (trompette), Jacques Di Donato (clarinette-saxo), Pierre-Yves Artaud (flûte-piccolo), Jean-François Jenny-Clark (contrebasse), Régis Pasquier (violon), Pierre Cullaz (guitare électrique), Jean-Charles François (percussion), Bernard Lubat (percussion), Gérard Frémy (piano)(orgue), Michel Jiboureau (hautbois)(cor anglais), Charlie Verstraete (trombone), Mario Bots (cor) et l'ensemble vocal musique nouvelle.
- 1972 : 1930 ou la danse sur un volcan : Pia Colombo, Spectacle musique et théâtre à Angers[108].
- 1977 : Mille Hourras pour une gueuse Pièce de théâtre de Mohammed Dib. Mise en scène de Rafaël Rodriguez. Présenté pour la première fois le 18 juillet 1977[79] au Festival d'Avignon. Production Théâtre Ouvert et France Culture. 4 représentations à la Chapelle des Pénitents blancs. Avec Pia Colombo, Jérôme Deschamps, Jean-Claude Jay, Jean-Jacques Lagarde, Jean-Christian Marc, Georges Mavros, Dimitri Radochevitch, Laurent Rochard et Rafaël Rodriguez.
- 1978 : Tête d'affiche du 2e Printemps de Bourges[82].
- 1979 : Pas de vacances pour la chanson française[114] - Claude Nougaro, Michel Portal, Tania Maria, Pia Colombo…l'un après l'autre occupent la scène du Théâtre d'Orsay, un mois durant sous le parrainage de Jean-Louis Barrault et Madeleine Renaud.
- 1979 : Requiem autour d'un temps présent de Maurice Fanon. Musique de Gilbert Cascales et mise en scène de Raphaêl Rodriguez. Spectacle de théâtre et de chant où Pia interprète son propre rôle dans la vie. Plusieurs représentations entre 1979 et 1981. Du 26 novembre au 16 décembre 1979 au Théâtre de la Commune d'Aubervilliers[115].
- 1980 : Récital de Pia Colombo au 2e Festival[116] Les Nuits de Fourvière le 24, 25 et 26 juin 1980, Théâtre de l'Ouest lyonnais.

## Filmographie

### Cinéma
Elle jouera souvent son propre rôle au cinéma, comme à la télévision dans les productions où elle figure au générique.
- 1969 : Ah Dieu ! que la guerre est jolie (Oh! What a Lovely War) - Film de Richard Attenborough, avec Pia Colombo chanteuse d'estaminet…
- 1970 : Une si simple histoire[117] - Film de Abdellatif Ben Ammar, avec Labiba Ben Ammar, Juliet Berto, Amor Khalfa, Pia Colombo dans le rôle de Maoura… Projeté au Festival de Cannes en 1970[118].
- 1974 : Parade[119] - Film de Jacques Tati, avec Jacques Tati, Karl Kossmayer, Pierre Bramma, Michèle Brabo, Pia Colombo (elle-même)…

### Télévision
- 1965 : Monaco-Bar[120] - De …
- 1969 : Tous en scène - Émission[121] du 27 juin 1969 (72 minutes) avec Michel Polnareff (Tout, Tout Pour Ma Chérie / Tous Les Bateaux, Tous Les Oiseaux), Dave Dee, Dozy, Beaky, Mick & Tich (The Wreck Of The Antoinette), Trio Avanitas (Jazz), Pia Colombo (Comme On Fait Son Lit, On Se Couche), Orchestre El Djazir, Tyrannosaurus Rex (Salamanda Palaganda), Marie Laforet (La Tendresse), et The Moody Blues (Timothy Leary / Ride My See-Saw / Nights in White Satin / Never Comes The Day /Legend Of A Mind).
- 1975 : Au fil des rues... à Gennevilliers - De Josée Dayan, avec Jean-Roger Caussimon, Pia Colombo, Willie Mabon…

### Session de reportage photo
- Pia Colombo, chanteuse : Reportage photo du photographe professionnel Gilles Caron - Indexé en référence 6702 par sa fondation[122].
- Portrait de Stan Wiezniack pour les Disques Philips[123] : impression sur carte postale promotionnelle photographique principalement distribuée aux fans dans le but de récolter un autographe de leur idole. Ces cartes étaient également destinées à l’artiste pour répondre au courrier des fans en envoyant en retour la fameuse carte dédicacée.

## Discographie
Elle commence sa carrière musicale avec la maison de disques Versailles en 1957, avec 2 super 45 tours. Puis elle partira chez la maison de disques Philips en 1958. Autour de 1964, elle signe avec les disques Festival et enregistrera à partir de 1967 pour les disques Disc'AZ. Début 1970, elle enregistre pour la maison de disques BAM, à partir de 1974 avec les disques Meys.
Elle terminera sa carrière enfin chez le label WEA à partir de 1980. Une discographie intégrale avec des inédits est actuellement proposée par Universal Music France, mais elle demeure incomplète probablement faute d’obtention des droits de reproductions.

### Albums studio
- 1960 : Pia Colombo : Tique Taque (Disque Philips LP B 76 474 RS).
- 1964 : Chanson pour Marilyn (Disque Festival LP FLD 334 S).
- 1965 : Pia Colombo (compilation des trois EP de 1964 et 1965) (Disque Festival Lp FLDX 404).
- 1968 : Pia Colombo à l'Olympia (Disque Disc'AZ LP LPS 25) [Bien que le titre peut faire penser à un enregistrement public, il s'agit bien d'un album studio].
- 1970 : L'Écluse (Disque Festival Lp FLDX 562) [Enregistrement des disques Versailles de 1956-1957].
- 1971 : Pia Colombo : Un pays  (Disque BAM LP LD 5769).
- 1974 : Pia Colombo : Les Blés (Disque Meys, France 528204).
- 1975 : Pia Colombo chante Ferré 75 (CBS LP 81109 et FS 90329).
- 1980 : Requiem autour d'un temps présent[125] (double-album) (Label WEA - 68029).

### Album en public
1969 : Pia Colombo chante Bertolt Brecht & Kurt Weill (Récital au TNP) (Disque Disc’AZ LP STEC LP 56).

### Enregistrement de théâtre
1962 : Schweyk dans la deuxième Guerre mondiale - Pia Colombo, Jean Bouise et Clotilde Joano (chants)  ∫ Disque Philips LP n° .

Informations complémentaires : texte d'enchainement écrit et dit par Roger Planchon - avec Oswald d'Andrea et Claude Lochy aux pianos; Orchestre dirigé par Jean-Michel Defaye.	Texte de Bertolt Brecht - Musique de Hanns Eisler - Adaptation (texte français) d'André Gisselbrecht et Joël Lefebvre.

### Super 45 tours (EP)
- 1956 : La fête est là (EP Vol.1 : Pia Colombo chante)  Disque Versailles EP 90 S 146.
- 1957 : Le Quai Malaquais (EP Vol.2 : Pia Colombo chante)  Disque Versailles EP 90 S 159.
- 1958 : La Grande Foraine(EP no 3)  Disque Philips EP 432.337.
- 1959 : La Valse à mille temps (EP no 4)  Disque Philips EP 432.423.
- 1960 : La Colombe(EP no 5)   Disque Philips EP 432.466 .
- 1960 : Tique Taque (EP no 6)   Disque Philips EP 432.474.
- 1962 : Chanson de la femme du soldat[127] (EP no 7)  Disque Philips EP 432.779 BE.
- 1963 : Le Rouge et le Noir (EP no 8)  Disque Philips EP 432.805 BE.
- 1964 : Pleure pas Marie (EP no 9)  Disque Festival EP FX 1422 M.
- 1965 : Un soir de mai (EP no 10)   Disque Festival EP FX 1443 M.
- 1965 : A casa d’Irène (EP no 11)  Disque Festival EP FX 1452 M.
- 1967 : Sur les vingt (qui un jour partiront) (EP no 12)   Disque Disc’AZ EP 1092.
- 1967 : La Rue des Rosiers (EP no 13)  Disque Disc’AZ EP 1143.
- 1969 : Le Métèque (EP no 14)  Disque Disc’AZ EP 1281.

### 45 tours (Simple)
- 1958 : A. La grande foraine (single) / B. Le bal du quartier Disques Philips - Philips B372.647F.
- 1962 : A. Le rouge et le noir (single)/ B. La vie s'en va Disques Philips - philips 432.805 ou PH 373.016 ou Philips 3634.
- 1964 : A. Chanson pour Marilyn (single) / B. Plus jamais Disque Festival - Festival DN 576.
- 1964 : A. Ciao baby (single) / B. Les beaux amoureux Disque Festival - Festival DN 580.
- 1965 : A. C'est que je t'appartiens (single) / B. C'est peu de dire Disque Festival - Festival DN 665.
- 1967 : A. Moi, j'attends (single)/ B. Adieu Disque AZ / Dany Music (Tirage de Promo) ou AZ  .
- 1968 : A. Le métèque (single)/ B. Il est trop tard Disque AZ - AZ 2.028 .
- 1971 : A. Adagio nocturne (single) / Le point de non retour Disque BAM 16 004.
- 1974 : A. Chanson d’amour (single) / B. Marionnette (single)  Disque Meys 10 062.
- 1974 : A. Les communistes (single) / B. Menus propos Disque Meys 128.203.
- 1974 : A. Les blés (single) / B. Noces de sel Disque Meys 128.204.
- 1974 : A. Il était une fois dans l'est (single) / B. Les bonhommes Disque Meys 128.205.
- 1975 : A. Sol Soleil (single) / B. Amsterdam-Rotterdam Disque Meys 128.214.
- 1975 : A. La jalousie (single) / B. Muss es sein ? Es muss sein ! Disque CBS - CBS 3837.
- 1981 : A. C'est un song (single) / B. L'acacia Disque WEA - WEA 68 029.

### Enregistrement de Bandes Originales de Film (B.O.)
- 1965 : Le Vampire de Düsseldorf (EP 6 titres) Bande Originale d'André Hossein du film de Robert Hossein   Face B1. Pia Colombo chante La belle de nuit (1 titre seulement avec l'orchestre dirigé par André Lafosse). Disque Festival EP FX 1445.
- 1969 : Oh what a lovely war (LP) Bande Originale d'Alfred Ralston du film de Richard Attenborough[128] Contribution : Titre 9 uniquement : Adieu la vie (Pia Colombo). Paramount Records - Paramount 5008.

### Autres enregistrements
- 1959 : Compilation Coqs d'or de la chanson française 1959 (EP) : 1 titre inédit Les flonflons du bal 4 titres. Disque Philips EP 432.393.
- 1959 : Compilation d'artistes divers Music Hall Parade no 20 (LP) : 1 titre repris Milord 10 titres. Disque Philips B 76.487 R.
- 1959 : Compilation d'artistes divers Francis Carco : le temps de la bohème (LP) : 1 titre inédit Chanson posthume 14 titres. Disque Philips Réalités V20.
- 1982 : Compilation Chansons D'expression Française (LP) : reprend des titres de Pia Colombo, Jean Sommer, Paul Louka.  Disques Meys.

### Compilations
- 1994 : Master Série (18 titres)  CD Polygram 522 897-2.
- 1997 : Il était une fois dans l'Est[129] (Collection « Millésime » / 16 titres)   CD Disques Meys 74.473.2.
- 2004 : Chanson Française (Réédition du Master Série de 1994 / 18 titres)  CD Universal Music.
- 2010 : Inédits 1964 .... et originaux 1957, 1959 (24 titres dont 5 inédits)  CD I.L.D.
- 2019 : La rose et le noir (25 titres des débuts en EP - période 1957 à 1962)  CD EPM musique - EPM 987033.

### Intégrale
Publiée en 2007 à l’occasion du trentième anniversaire de la disparition de Pia Colombo :
- Col. « Héritage[130] » : Pia Colombo - À Casa d'Irène (1964-1965) - 17 titres  CD Universal Music.
- Col. « Héritage » : Pia Colombo - Florilège (1959-1971) - 20 titres  CD Universal Music.
- Col. « Héritage » : Pia Colombo - Le Bal de quartier (1959-1962) - 14 titres  CD Universal Music.
- Col. « Héritage » : Pia Colombo - Le Mauvais Larron (1957-1964) - 14 titres  CD Universal Music.
- Col. « Héritage » : Pia Colombo - Tique Taque (1959-1960) - 12 titres  CD Universal Music.
- Col. « Héritage » : Pia Colombo - Le Métèque (1967-1969) - 17 titres de la période AZ dont 5 inédits CD Universal Music.
- Col. « Héritage » : Pia Colombo - Adagio Nocturne (1971) - 12 titres de la période BAM  CD Universal Music.
- Col. « Héritage » : Pia Colombo chante Bertolt Brecht & Kurt Weill (1969) + 2 inédits CD Universal Music

### Représentation nationale et internationale artistique
- La maison d'édition Coppelia Olivi Musique à Montréal (Québec) représente au Canada et aux États-Unis la chanteuse Pia Colombo[131].
- Universal Music France détient une grande partie des droits d'édition phonographiques actuels et sous licence, via l'édition de son intégrale consacrée à la chanteuse disparue qui couvre une période de 1956 à 1971.

### Archives presse et édition
- Revue Lectures D'Aujourd'hui no 411 du 16 juillet 1960 : Un article sur Pia Colombo.
- L'Humanité : « A l'Olympia, l'embarras du choix avec GB, Pia Colombo » - Un article de G. Bloch[132].
- Le Nouvel Observateur : Chanson : Piaf et Colombe - Article[133] de Michèle Manceaux paru dans le no 109 du 14 décembre 1966. Et 38 articles concernant Pia Colombo disponible en téléchargement d'archives au format Pdf.
- L'Aurore : « Pia Colombo s'oppose à Brigitte Bardot » - Article paru dans le no 10968 daté du 21 décembre 1979[134].
- Mensuel d'art lyrique Opera 69 (9e Année) no 76 : Un article concernant Pia Colombo (Éditeur : Au Bureau Du Journal -56p., N/B).
- La genèse et l'enregistrement du titre « La Rue des Rosiers » enregistrée en 1967 par Pia Colombo.
- « Le Cabaret rive gauche » - Livre écrit par Gilles Schlesser (Éditions l'Archipel) 682 pages – Cahier photo 16 pages.
- Archives municipales de la ville d'Angers[135] - Voir archives au plan de classement l'Association Maison De La Culture D'Angers (A.M.C.A.) Section no 8 J 136 : La chanteuse Pia Colombo - 50 pièces : correspondance, photo, extraits de presse, plaquettes pour la période mai 1969-avril 1973 • Section no 8 J 203 : 3 Pièces de contrat pour la période décembre 1972/janvier 1973 • Section no 8 J 210 : Spectacle « 1930 ou la danse sur un volcan : Pia Colombo » en 1972.
- Au sujet de la chanson Les Noctambules Petit format à l'italienne - Parution : 1re moitié des années 1960 (certainement partition & paroles).
- L'Humanité : « Pour Maurice Fanon » Article paru le 3 mai 1991 Disparition de Maurice Fanon (consultation du 22 mars 2010).
- L'Humanité : « La note bleue de Francesca » Article paru le 6 décembre 2003 Le dernier CD de Francesca Solleville (consultation du 22 mars 2010).
- Chorus : « Rappels : Pia Colombo » Article avec discographie complète et photos inédites paru dans le no 36[136] (Été 2002)
- « Mémoires d'un Cabaret : L'Écluse » de Marc Chevalier - Éditions La Découverte (1987)[137]. Préface de Pierre Tchernia.

### Les archives de l'INA
- Archives INA : Pia Colombo interprète en direct la chanson de Charles Aznavour « La Mamma » (consultation du 11 mars 2010).
- Archives INA : Pia Colombo interprète en direct la chanson d'Alain Barrière « Plus je t'entends » (consultation du 17 mars 2010).
- Archives INA : Pia Colombo interprète Un soir de mai de Maurice Fanon (télévision -1965).
- Archives INA : Pia Colombo interprète en direct la chanson « Johnny Palmer »  (émission Numéro un du 17 avril 1976) (consultation du 17 mars 2010).
- Archives INA : Annonce du décès de Pia Colombo - Journal Antenne 2 du 17 avril 1986. (consultation du 19 avril 2010)

### Autres médias
- Le site de la maison de disques ILD qui a sorti en 2010, un album CD avec plusieurs titres inédits.
- Les Greniers de la mémoire du samedi 5 septembre 2009 sur France Musique consacré Au cabaret de « L'Ecluse ».

## Distinctions
- Pour le titre Les Flonflons du bal : Coq d'or de la chanson française 1959
- Pour l'album Pia Colombo chante Bertolt Brecht :
  - Prix de l'Académie Charles-Cros de la chanson[138] (1969)[139].
  - Prix d'interprétation de l'Academie Charles-Cros de la chanson[138](1969)[139].